# メルセデス・ベンツ・W125
メルセデス・ベンツ・W125 (Mercedes-Benz W125) は、1937年のグランプリ・シーズンに参加するためルドルフ・ウーレンハウトによって設計されたレーシングカー。ルドルフ・カラツィオラがこのマシンで1937年のAIACRヨーロッパ選手権を制した。W125を使用したドライバーは選手権の1位から4位までを独占した。
W125のスーパーチャージャー付き5,662.85 cc (345.56 CID)直列8気筒(94.0 x 102.0mm)エンジンは決勝レース仕様で最大595馬力を発揮した。テスト仕様では5,800 rpmで最大637 BHP(646 PS)を発揮した。このエンジンは2,000rpmの低回転でも245 BHP (248 PS)を発揮することができた。しかし1938年にはスーパーチャージャー付きのマシンの最大排気量が3,000ccに制限されたため、W125に替わってメルセデス・ベンツ・W154が使用されることとなった。
W125は1960年代半ばにCan-Amの大排気量V8エンジンのマシンが登場するまでの30年間に渡って史上最もパワフルなレーシングカーと見なされていた。グランプリ・レーシングに限って言えば、1980年代初頭にターボエンジン搭載のマシンがF1世界選手権を支配するようになるまでの間、W125のエンジン出力に匹敵するマシンが現れることは無かった。
W125は1937年シーズンのレース中、300km/hを優に超えるスピードに達することができた。ストリーム・ラインのボディで走行したアヴスでのレースではその最高速は特に顕著だった。
地上最高速記録の挑戦用に特化して改造されたW125は432.7 km/h (268.9 mph)の最高時速を記録した。この時使用された車両は5,576.75 cc (340.31 CID)V型12気筒(82.0 x 88 mm)のDABエンジンを搭載しており、5,800 rpmで726 BHP (736 PS)を発揮した。DABエンジンの重量によってこのW125の重量は750 kgの規定重量を超えており、グランプリに参戦することはできなかった。

## 構想
1936年のグランプリ・シーズンにおけるメルセデス・ベンツ・W25は競争力に欠いており、メルセデスは1936年シーズンから途中で撤退して来期のマシン開発に集中することを選んだ。メルセデス・ベンツ社内では新たなレース部門 ('Rennabteilung') が編成され、新マシンの開発に当たることとなった。1936年末に市販車部門のエンジニアだったルドルフ・ウーレンハウトが設計チームのリーダーに任命された。ウーレンハウトは過去にレース車両を設計した経験は無かったが、市販車でニュルブルクリンクのレースコースを走行した経験は非常に豊富であり、その知識はレースカーの設計にも比較的容易に応用できるものだった。
メルセデスW25を自らテストする中で、ウーレンハウトはW25のサスペンションが硬すぎる為に路面への追従性が低下していることに気づいた。テストセッション中にリアタイヤが一輪脱輪するトラブルに見舞われたが、ウーレンハウトは何事も無いように走行することができた。極端に硬いサスペンションはシャシーをたわませ、ブレーキング時にはリアアクスルを最大で7–10 cm (3-4 インチ)曲げていた。1936年に遭遇した問題を回避する為、新車設計の焦点はより剛性の高いシャシーとより伸縮性のあるサスペンションの開発に絞られた。

## シャシーとサスペンション

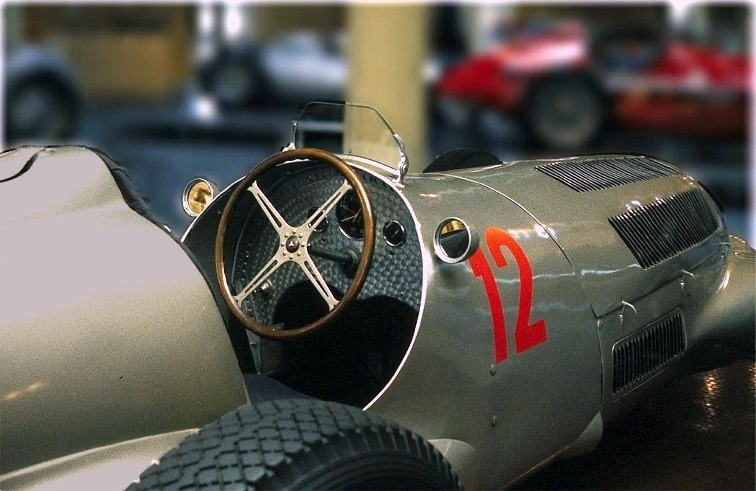
W125のコックピット

W125のシャシーはW25のシャシーよりも遥かに高い剛性を持つチューブラーフレーム構造を採用した。この高い剛性はニッケルクロムモリブデン鋼の楕円チューブを採用することで達成された。
W125のアルミニウム製ボディはW25と同様に未塗装のままアルミ地の銀色を晒していたが、それによりこの時期のメルセデスのマシンは「シルバーアロー」の愛称を得た。(同じく銀色を使用したアウトウニオンのマシンも同様)

## エンジンとトランスミッション
当時のレギュレーションでは最大車体重量に制限はあったものの、エンジン排気量は無制限だったため、メルセデス・ベンツはW125の為に5.6L OHC直列8気筒エンジンを開発した。M125と名付けられたこのエンジンはルーツ式スーパーチャージャーによって過給され、シーズン開幕時には632 lb⋅ft (857 N⋅m)のトルクを発揮した。製造されたM125エンジンはバージョンによって出力が異なるが、5,800rpmで560〜640馬力(418-444 kW)を発揮した。
M125に使用された燃料は40%のメチルアルコール、32%のベンゼン、24%のエチルアルコール、及び4%のガソリンから成る混合燃料だった。エンジン重量は222 kg (490 lbs)でW125の重量全体の約30%を占め、車体前部に搭載された。
W25と同様にW125も4速マニュアルトランスミッションを採用した。ギアボックス設計はW25の選択摺動式から常時噛み合い式に変更され、信頼性が向上した。常時噛み合い式のギアボックスでは全てのギアは常に噛み合ってシャフトの周りを自由に回転しており、必要に応じて任意のギアをシャフトに接続することで変速を行うが、W25の選択摺動式ギアボックスでは変速時にギア同士の回転速度を合わせなければギアがうまく噛み合わない恐れがあった。

## グランプリでの戦績

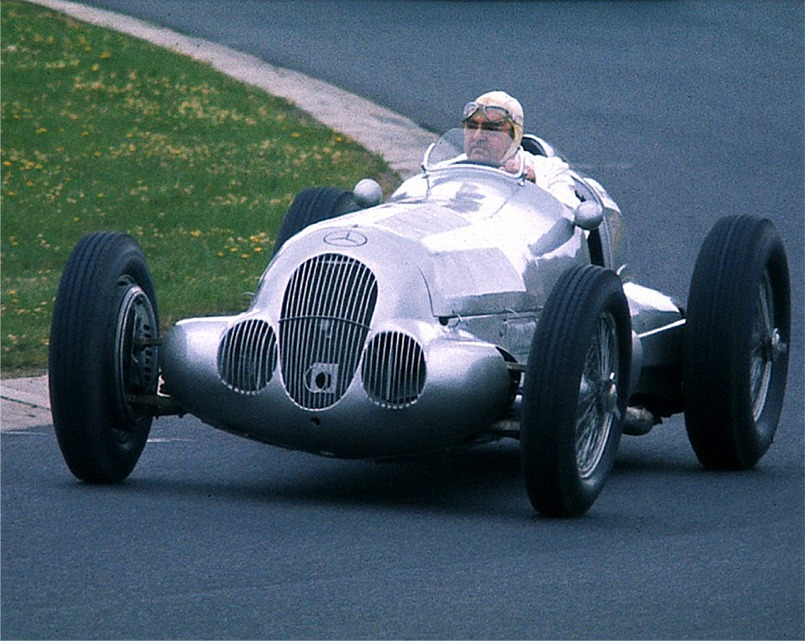
ニュルブルクリンクでメルセデスW125のデモンストレーションを行うヘルマン・ラング(1977)。ラングはW125のデビュー戦で優勝した。

W125は1937年5月のトリポリグランプリで初めて実践投入された。メルセデスは4台のW125をこのグランプリに出走させ、その内の一台に乗るドイツのヘルマン・ラングが自身にとってのグランプリ初優勝を飾った。この優勝はメルセデスW125にとってのデビューウィンでもあったが、同時に1936年5月以来初めてメルセデスがアウトウニオンのマシンを破って挙げた勝利だった。トリポリグランプリでの勝利の後、W125はドイツのアヴスで行われたレースに出走した。2つのコーナーによって繋がれる約6マイル (10 km)の 長い2本のストレートというアヴス・サーキットのコースレイアウトはレーシングカーがその最高速度に達することを可能にしていた。メルセデスはこのレースに2台のW125を出走させたが内1台は高い最高速を可能にする流線型ボディーのマシン(ストリームライナー)であり、リチャード・シーマンが乗るもう1台のW125は通常のボディーでストリームライナー仕様に問題が発生した場合の予備という位置付けだった。ストリームライナー仕様は通常のW125と比べて25 km/h (16 mph)も速い最高時速に達することができた。決勝レースでストリームライナーのW125はトップ走行中の3週目にギアボックスの故障でリタイアし、シーマンのW125が5位でフィニッシュした。
ニュルブルクリンクで行われたアイフェルレンネンには5台のW125が出走した。クリスチャン・カウツが乗る1台には新しい吸引式キャブレターのスーパーチャージャー・システムが搭載されており、この車両は9位でレースを終えた。チームメイトのルドルフ・カラツィオラとマンフレート・フォン・ブラウヒッチュはそれぞれ2位と3位でフィニッシュした。その後、2週間内で行われる2つのビッグレースに向けてメルセデスはチームを2つに分けて両方のレースに参加することを選んだ。2台(内1台はカウツの車で使われた吸引式キャブレターのスーパーチャージャー・システムを搭載)のW125がアメリカで行われるヴァンダービルト・カップに出走し、3台がこの年のヨーロッパ選手権の初戦となるベルギーグランプリに出走した。リチャード・シーマンがヴァンダービルト・カップで2位に入り、ベルギーグランプリに参加したW125は3位と4位でフィニッシュした。新開発のスーパーチャージャー・システムを搭載したシーマンのW125が好成績を残したことを受けて、このスーパーチャージャー・システムが他の全てのW125に搭載されることが決定された。
その後に行われた2つのレースはいずれもヨーロッパ選手権の対象となるグランプリだったが、特に次戦のドイツグランプリはメルセデスとそのライバルのアウトウニオンにとって地元でのグランプリだった。ドイツグランプリではカラツィオラがこの年の初勝利を挙げ、ブラウヒッチュも2位に入りメルセデスは大きな勝利を収めた。続くモナコグランプリではブラヒッチュが優勝、カラツィオラが2位となり、3台目のW125に乗るカウツも3位でフィニッシュした。
次にメルセデス・チームはイタリアで行われるヨーロッパ選手権外のコッパ・アチェルボに参加した。シーマンはプラクティス走行中にクラッシュして車を大破させたため、ブラウヒッチュとカラツィオラのみがスターティンググリッドに並んだ。シーマンはレース途中でカラツィオラと交代してマシンに乗り込みエンジントラブルが有りながらも5位でフィニッシュした。一方のブラウヒッチュは2位でレースを終えた。続くスイスグランプリはヨーロッパ選手権の残る2戦の内の一戦だったが、メルセデスW125はモナコグランプリでの成功を繰り返し、カラツィオラが優勝、ラングが2位、ブラウヒッチュが3位に入り再び1位から３位を独占した。1937年のヨーロッパ選手権の最終戦イタリアグランプリはリヴォルノ・サーキットで行われた。このレースではカラツィオラがラングを僅か0.4秒の差で抑えて優勝し、この年のヨーロッパチャンピオンに輝いた。ブラウヒッチュはリタイアに終わりポイントランキングで2位になった。カウツとラングがそれぞれ選手権3位と4位になったことでメルセデスのドライバーがポイントランキングの1位から4位を独占するという結果になった。
W125はシーズン終盤の2つの非選手権グランプリに出走した。その1つはチェコスロバキアで行われたマサリク・グランプリだったが、このグランプリでカラツィオラが挙げた勝利がW125にとって最後の優勝となった。このレースではブラウヒッチュが2位、シーマンが3位でフィニッシュした。しかし5週目にラングのW125がクラッシュして観客の列に突っ込み、2人の死者と12の負傷者を出したことで勝利の喜びは損なわれた。W125にとっての最後のレースとなったドニントングランプリではアウトウニオンのローゼマイヤーが独走で優勝し、ブラウヒッチュが2位、カラツィオラが3位に入ったものの、他に出走した2台のW125はトラブルでリタイアに終わった。一方で地元イギリスのERAのマシンは競争力が無く、完走扱いになるレース距離を走り切ることができなかった。

## グランプリからの退場
1938年にはレギュレーションが改定され、グランプリ・レーシングは最大重量を規定するフォーミュラから最大排気量及び最低重量を規定するフォーミュラへ移行した。この新フォーミュラの下ではW125はグランプリに出走することができなくなった。メルセデスはW125に大規模な改造を施す替わりに新設計のメルセデス・ベンツ・W154を開発することを決定し、1938年以降W125が使用されることは無くなった。

## 記録

### AIACRヨーロッパ選手権戦績
| 年   | チーム                | エンジン                | ドライバー                           | 1   | 2   | 3   | 4   | 5   |
| ---- | --------------------- | ----------------------- | ------------------------------------ | --- | --- | --- | --- | --- |
| 1937 | ダイムラー・ベンツ AG | メルセデス・ベンツ M125 |                                      | BEL | GER | MON | SUI | ITA |
| 1937 | ダイムラー・ベンツ AG | メルセデス・ベンツ M125 | ヘルマン・ラング                     | 3   | 7   |     | 2   | 2   |
| 1937 | ダイムラー・ベンツ AG | メルセデス・ベンツ M125 | クリスチャン・カウツ                 | 4   | 6   | 3   | 6   | Ret |
| 1937 | ダイムラー・ベンツ AG | メルセデス・ベンツ M125 | マンフレート・フォン・ブラウヒッチュ | Ret | 2   | 1   | 3   | Ret |
| 1937 | ダイムラー・ベンツ AG | メルセデス・ベンツ M125 | ルドルフ・カラツィオラ               |     | 1   | 2   | 1   | 1   |
| 1937 | ダイムラー・ベンツ AG | メルセデス・ベンツ M125 | リチャード・シーマン                 |     | Ret |     |     | 4   |
| 1937 | ダイムラー・ベンツ AG | メルセデス・ベンツ M125 | ゴッフレード・ゼンデル               |     |     | 5   |     |     |

| 色   | 結果                          | ポイント |
| ---- | ----------------------------- | -------- |
| 金色 | 勝者                          | 1        |
| 銀色 | 2位                           | 2        |
| 銅色 | 3位                           | 3        |
| 緑   | レースの75%以上を消化         | 4        |
| 青   | レースの50%以上 75%未満を消化 | 5        |
| 紫   | レースの25%以上 50%未満を消化 | 6        |
| 赤   | レースの25%未満を消化         | 7        |
| 黒   | 失格                          | 8        |
| 白   | 参加せず                      | 8        |

### 非選手権グランプリ戦績
| 年   | チーム                | エンジン                | ドライバー                           | 1   | 2    | 3   | 4   | 5      | 6   | 7   |
| ---- | --------------------- | ----------------------- | ------------------------------------ | --- | ---- | --- | --- | ------ | --- | --- |
| 1937 | ダイムラー・ベンツ AG | メルセデス・ベンツ M125 |                                      | TRI | AVUS | EIF | VAN | ACE    | MAS | DON |
| 1937 | ダイムラー・ベンツ AG | メルセデス・ベンツ M125 | ヘルマン・ラング                     | 1   |      | 9   |     |        | DNF | DNF |
| 1937 | ダイムラー・ベンツ AG | メルセデス・ベンツ M125 | ルドルフ・カラツィオラ               | 6   | DNF  | 2   | DNF | 5†     | 1   | 3   |
| 1937 | ダイムラー・ベンツ AG | メルセデス・ベンツ M125 | リチャード・シーマン                 | 7   | 5    | DNF | 2   | DNS/5† | 4   | DNF |
| 1937 | ダイムラー・ベンツ AG | メルセデス・ベンツ M125 | マンフレート・フォン・ブラウヒッチュ | DNF |      | 3   |     | 2      | 2   | 2   |

†シーマンの車両はプラクティスで大破したためスタートできず。 レース中、シーマンはカラツィオラの車両に交代で乗り5位でフィニッシュした。

## 参照
- Dron, Tony (2007年9月). “Arrow of Desire: Mercedes-Benz W125”. Octane Issue 51 (Dennis Publishing):  pp. 86–90
- “1937 Mercedes-Benz W125”.   Supercars.net Publishing Inc. 2007年9月16日閲覧。
- “Speed Machines: Bentley v Mercedes”.   Channel Four Television Corporation. 2013年1月18日時点のオリジナルよりアーカイブ。2007年9月16日閲覧。
- “Rudolf Uhlenhaut, the Mercedes-Benz tech brain”.   Forix 8W. 2007年9月16日閲覧。
- “Mercedes Benz W125”.   Ultimatecarpage.com. 2007年10月24日閲覧。

- All race results are taken from “The Golden Era of Grand Prix Racing: 1937”.   Leif Snellman. 2007年9月16日閲覧。